# Kilifi
Kilifi är huvudort i distriktet Kilifi i provinsen Kustprovinsen i Kenya och är belägen mellan Mombasa och Malindi. Centralorten hade 44 257 invånare vid folkräkningen 2009, med totalt 122 899 invånare inom hela stadsgränsen. I Kilifi ligger ruinerna av swahilistaden Mnarani.